# Danh sách máy bay quân sự của Nhật Bản
Danh sách này bao gồm tất cả máy bay nguyên mẫu, máy bay tiền sản xuất và máy bay hoạt động trong từng thời kỳ. Danh sách bao gồm cả máy bay nội địa của Nhật Bản, máy bay Nhật sản xuất theo thiết kế nước ngoài, và máy bay do nước ngoài chế tạo phục vụ trong quân đội Nhật Bản.
Chính sách của Wikipedia là sử dụng tên tiếng Nhật cho những máy bay này, mà không sử dụng tên mã do Đồng Minh đặt trong giai đoạn Thế Chiến II, cho dù chúng sẽ được đổi hướng và nêu lên trong bài chính. Những tên này được liệt kê ra đây cho tiện tham khảo.

## Trước năm1945
Xem thêm Lục quân Đế quốc Nhật Bản và Hải quân Đế quốc Nhật Bản

### Máy bay tiêm kích
| Máy bay tiêm kích trước năm 1945 |                      |                  |      |          |                                                              |
| Tên hiệu                         | Tên                  | Tên mã Đồng Minh | Năm  | Số lượng | Ghi chú                                                      |
| Kawasaki Ki-10                   | -                    | Perry            | 1935 | 588      | Máy bay tiêm kích cánh kép                                   |
| Nakajima Ki-27                   | -                    | Nate             | 1936 | 3.368    | Máy bay tiêm kích Lục quân                                   |
| Nakajima Ki-43                   | 隼 "Hayabusa"        | Oscar            | 1939 | 5.919    | Máy bay tiêm kích Lục quân                                   |
| Nakajima Ki-44                   | 鍾馗 "Shoki"         | Tojo             | 1940 | 1.225    | Máy bay tiêm kích Lục quân                                   |
| Kawasaki Ki-45                   | 屠龍 "Toryu"         | Nick             | 1939 | 1.701    | Máy bay tiêm kích bay đêm Lục quân                           |
| Kawasaki Ki-60                   | -                    | -                | 1940 | 3        | Máy bay tiêm kích đánh chặn Lục quân                         |
| Kawasaki Ki-61                   | 飛燕 "Hien"          | Tony             | 1941 | 3.078    | Máy bay tiêm kích Lục quân                                   |
| Kawasaki Ki-64                   | -                    | Rob              | 1943 | -        | Máy bay tiêm kích Lục quân thử nghiệm                        |
| Mitsubishi Ki-83                 | -                    | -                | 1944 | 1        | Máy bay tiêm kích hộ tống Lục quân                           |
| Nakajima Ki-84                   | 疾風 "Hayate"        | Frank            | 1943 | 3.514    | Máy bay tiêm kích Lục quân                                   |
| Nakajima Ki-87                   | -                    | -                | 1945 | 1        | Máy bay tiêm kích Lục quân tầm cao                           |
| Rikugun Ki-93                    | -                    | -                | 1945 | -        | Máy bay tiêm kích Lục quân                                   |
| Tachikawa Ki-94                  | -                    | -                | 1945 | 1        | Máy bay tiêm kích đánh chặn Lục quân                         |
| Kawasaki Ki-96                   | -                    | -                | 1943 | 3        | Máy bay tiêm kích hạng nặng Lục quân thử nghiệm              |
| Kawasaki Ki-100                  | -                    | -                | 1945 | 121      | Máy bay tiêm kích Lục quân                                   |
| Kawasaki Ki-102                  | -                    | Randy            | 1944 | 238      | Máy bay tiêm kích bay đêm Lục quân                           |
| Kawasaki Ki-108                  | -                    | -                | 1944 | -        | Máy bay tiêm kích Lục quân tầm cao                           |
| Mitsubishi Ki-109                | -                    | -                | 1944 | -        | Máy bay tiêm kích đánh chặn                                  |
| Mitsubishi Ki-202                | 秋水改 "Shusui-kai"  | -                | -    | 0        | Máy bay tiêm kích đánh chặn tên lửa                          |
| Nakajima A2N                     | -                    | -                | 1930 | 166      | Máy bay tiêm kích Hải quân trên tàu sân bay                  |
| Nakajima A4N                     | -                    | -                | 1935 | 221      | Máy bay tiêm kích Hải quân trên tàu sân bay                  |
| Mitsubishi A5M                   | 九六艦戰 - "Kiểu 96" | Claude           | 1935 | 1.094    | Máy bay tiêm kích Hải quân trên tàu sân bay                  |
| Mitsubishi A6M Zero              | 零戦 "Reisen"        | Zeke             | 1939 | 11.000   | Máy bay tiêm kích Hải quân trên tàu sân bay                  |
| Mitsubishi A7M                   | 烈風 "Reppu"         | Sam              | 1944 | 8        | Máy bay tiêm kích Hải quân trên tàu sân bay                  |
| Nakajima J1N                     | 月光 "Gekko"         | Irving           | 1941 | -        | Máy bay tiêm kích bay đêm Hải quân                           |
| Mitsubishi J2M                   | 雷電 "Raiden"        | Jack             | 1942 | 621      | Máy bay tiêm kích đánh chặn Hải quân                         |
| Nakajima J5N                     | 天雷 "Tenrai"        | -                | 1944 | 6        | Máy bay tiêm kích đánh chặn Hải quân                         |
| Kyūshū J7W                       | 震電 "Shinden"       | -                | 1945 | 1        | Máy bay tiêm kích đánh chặn Hải quân                         |
| Mitsubishi J8M                   | 秋水 "Shusui"        | -                | 1945 | 1        | Máy bay tên lửa đánh chặn dựa trên kiểu Messerschmitt Me 163 |
| Kawanishi N1K-J                  | 紫電 "Shiden"        | George           | 1942 | 1.097    | Máy bay tiêm kích Hải quân Navy                              |
| Aichi S1A                        | 電光 "Denko"         | -                | -    | -        | Máy bay tiêm kích bay đêm Hải quân                           |
| Kawanishi P1Y2-S                 | 極光 "Kyokko"        | -                | 1944 | -        | Máy bay tiêm kích bay đêm Hải quân                           |
| Kawasaki KDA-5                   | -                    | -                | 1932 | -        | -                                                            |
| Nakajima Kiểu 91                 | -                    | -                | 1931 | 420      | -                                                            |

### Máy bay ném bom
| Máy bay ném bom trước năm 1945 |                        |                  |      |          |                                                     |
| Tên hiệu                       | Tên                    | Tên mã Đồng Minh | Năm  | Số lượng | Ghi chú                                             |
| Mitsubishi Ki-1                | -                      | -                | 1933 | 118      | Máy bay ném bom cánh đơn                            |
| Mitsubishi Ki-2                | -                      | -                | 1933 | -        | -                                                   |
| Mitsubishi Ki-21               | -                      | Sally            | 1936 | 2.064    | Máy bay ném bom Lục quân                            |
| Mitsubishi Ki-30               | -                      | Ann              | 1937 | 704      | Máy bay ném bom hạng nhẹ Lục quân                   |
| Kawasaki Ki-32                 | -                      | Mary             | 1937 | 854      | Máy bay ném bom hạng nhẹ                            |
| Kawasaki Ki-48                 | "Sokei"                | Lily             | 1939 | 1.997    | Máy bay ném bom hạng nhẹ                            |
| Nakajima Ki-49                 | 呑龍 "Donryu"          | Helen            | 1939 | 819      | Máy bay ném bom hạng nặng Lục quân                  |
| Mitsubishi Ki-51               | 九九襲擊 - "Kiểu 99"   | Sonia            | 1939 | 2.385    | Máy bay tấn công/trinh sát Lục quân                 |
| Kawasaki Ki-66                 | -                      | -                | 1942 | -        | -                                                   |
| Mitsubishi Ki-67               | 飛龍 "Hiryū"           | Peggy            | 1942 | 767      | Máy bay ném bom hạng trung Lục quân                 |
| Tachikawa Ki-74                | -                      | Patsy            | 1944 | 14       | Máy bay ném bom /trinh sát                          |
| Nakajima Ki-115                | 剣 "Tsurugi"           | -                | 1945 | 104      | Máy bay ném bom cảm tử                              |
| Mitsubishi B1M                 | -                      | -                | 1923 | 443      | Máy bay ném bom ngư lôi trên tàu sân bay            |
| Mitsubishi B2M                 | -                      | -                | 1932 | 206      | Máy bay ném bom ngư lôi trên tàu sân bay            |
| Yokosuka B4Y                   | -                      | Jean             | 1935 | 205      | Máy bay ném bom ngư lôi cánh kép                    |
| Nakajima B5N                   | 九七艦攻 "Kiểu 97"-    | Kate             | 1937 | 1.150    | Máy bay ném bom ngư lôi trên tàu sân bay            |
| Mitsubishi B5M                 | -                      | Mabel            | 1936 | 145      | Máy bay ném bom ngư lôi trên tàu sân bay            |
| Nakajima B6N                   | 天山 "Tenzan"          | Jill             | 1941 | 1.268    | Máy bay ném bom ngư lôi                             |
| Aichi B7A                      | 流星 "Ryusei"          | Grace            | 1942 | 114      | Máy bay ném bom ngư lôi trên tàu sân bay            |
| Aichi D1A                      | -                      | Susie            | 1934 | 590      | Máy bay ném bom bổ nhào trên tàu sân bay            |
| Aichi D3A                      | 九九艦爆 - "Kiểu 99"   | Val              | 1938 | 1.486    | Máy bay ném bom bổ nhào trên tàu sân bay            |
| Yokosuka D4Y                   | 彗星 "Suisei"          | Judy             | 1940 | 2.038    | Máy bay ném bom bổ nhào                             |
| Mitsubishi G3M                 | -                      | Nell             | 1934 | 1.049    | Máy bay ném bom Hải quân đất liền                   |
| Mitsubishi G4M                 | 一式陸攻 "Ishikirikko" | Betty            | 1939 | 2.435    | Máy bay ném bom Hải quân đất liền                   |
| Nakajima G5N                   | 深山 "Shinzan"         | Liz              | 1941 | 7        | Máy bay ném bom hạng nặng tầm xa                    |
| Nakajima G8N                   | 連山 "Renzan"          | Rita             | 1944 | 7        | Máy bay ném bom hạng nặng Hải quân tầm xa           |
| Nakajima G10N                  | 富岳 "Fugaku"          | -                | -    | 0        | Máy bay ném bom hạng nặng Hải quân tầm rất xa       |
| Nakajima J9Y                   | 橘花 "Kikka"           | -                | -    | 2        | Máy bay phản lực dựa trên kiểu Messerschmitt Me 262 |
| Yokosuka MXY7                  | 桜花 "Ohka"            | Baka             | 1944 | 850      | Máy bay ném bom cảm tử                              |
| Yokosuka P1Y                   | 銀河 "Ginga"           | Frances          | 1943 | 1.098    | Máy bay ném bom hạng trung                          |
| Kyūshū Q1W                     | 東海 "Tokai"           | Lorna            | 1943 | 153      | Máy bay tuần tra ném bom Hải quân chống tàu ngầm    |

### Máy bay vận tải
| Máy bay vận tải trước năm 1945 |     |                  |      |          |                                            |
| Tên hiệu                       | Tên | Tên mã Đồng Minh | Năm  | Số lượng | Ghi chú                                    |
| Kawasaki Ki-56                 | -   | Thalia           | 1940 | 121      | Máy bay vận tải hai động cơ                |
| Kokusai Ki-59                  | -   | Theresa          | 1939 |          | Máy bay vận tải hai động cơ                |
| Mitsubishi Ki-57               | -   | Topsy            | 1939 | 406      | (MC-20, L4M) - Máy bay vận tải hai động cơ |
| Nakajima Ki-34                 | -   | Thora            | 1936 | 318      | (L1N) Máy bay vận tải hai động cơ          |

### Máy bay trinh sát
| Máy bay trinh sát và liên lạc trước năm 1945 |              |                  |      |          |                            |
| Tên hiệu                                     | Tên          | Tên mã Đồng Minh | Năm  | Số lượng | Ghi chú                    |
| Kokusai Ki-76                                | -            | Stella           | 1941 | -        |                            |
| Mitsubishi Ki-15/C5M                         | -            | Babs             | 1936 | 500      | Máy bay trinh sát Lục quân |
| Mitsubishi Ki-46                             | -            | Dinah            | 1939 | 1.742    | Máy bay trinh sát Lục quân |
| Nakajima Ki-4                                | -            | -                | 1934 | -        | Máy bay trinh sát Lục quân |
| Nakajima C6N                                 | 彩雲 "Saiun" | Myrt             | 1943 | 379      | Máy bay trinh sát Hải quân |
| Tachikawa Ki-36                              | -            | Ida              | 1938 | 1.334    | Máy bay hỗ trợ gần mặt đất |
| Tachikawa Ki-70                              | -            | Clara            | 1943 | 3        | Máy bay trinh sát          |
| Yokosuka R2Y                                 | 景雲 "Keiun" | -                | 1945 | 1        | Máy bay trinh sát          |

### Máy bay huấn luyện
| Máy bay huấn luyện trước năm 1945 |                  |                  |      |          |                                                          |
| Tên hiệu                          | Tên              | Tên mã Đồng Minh | Năm  | Số lượng | Ghi chú                                                  |
| Aichi M6A1-K                      | 南山 "Nanzan"    | -                | 1945 | 2        | Máy bay huấn luyện đất liền của chiếc M6A                |
| Kyūshū K11W                       | 白菊 "Shiragiku" | -                | 1942 | 798      | Máy bay huấn luyện ném bom                               |
| Mitsubishi K3M                    | -                | Pine             | 1930 | -        | Máy bay huấn luyện đội bay Hải quân                      |
| Tachikawa Ki-17                   | -                | Cedar            | 1935 | 658      | Máy bay huấn luyện căn bản cánh kép                      |
| Tachikawa Ki-9                    | -                | Spruce           | 1935 | 2.615    | Máy bay huấn luyện Lục quân trung cấp                    |
| Tachikawa Ki-55                   | -                | Ida              | 1939 | 1.389    | Máy bay huấn luyện Lục quân nâng cao                     |
| Tachikawa Ki-54                   | -                | Hickory          | 1940 | 1.368    | Máy bay huấn luyện và vận tải                            |
| Yokosuka K5Y                      | -                | Willow           | 1933 | 5.770    | Máy bay huấn luyện cánh kép                              |
| Yokosuka MXY8                     | 秋草 "Akigusa"   | -                | 1945 | 50       | Máy bay huấn luyện không động cơ của kiểu Mitsubishi J8M |
| Yokosuka MXY9                     | 秋火 "Shuka"     | -                | 1945 | -        | Máy bay huấn luyện phản lực của kiểu MXY8                |

### Thủy phi cơ
| Thủy phi cơ trước năm 1945 |                     |                  |      |          |                                                 |
| Tên hiệu                   | Tên                 | Tên mã Đồng Minh | Năm  | Số lượng | Ghi chú                                         |
| Aichi E11A                 | -                   | Laura            | 1937 | 17       | Thủy phi cơ trinh sát                           |
| Aichi E13A                 | -                   | Jake             | 1940 | 1.418    | Thủy phi cơ trinh sát                           |
| Aichi H9A                  | -                   | -                | 1940 | 31       | -                                               |
| Aichi E16A                 | 瑞雲 "Zuiun"        | Paul             | 1942 |          | Thủy phi cơ trinh sát                           |
| Aichi M6A                  | 晴嵐 "Seiran"       | -                | 1943 |          | Thủy phi cơ hoạt động từ tàu ngầm               |
| Kawanishi E7K              | -                   | Alf              | 1933 |          | Thủy phi cơ trinh sát                           |
| Kawanishi H6K              | Thủy phi cơ Loại 97 | Mavis            | 1936 | 217      | Thủy phi cơ trinh sát                           |
| Kawanishi E15K             | 紫雲 "Shiun"        | Norm             | 1941 |          | Thủy phi cơ trinh sát                           |
| Kawanishi H8K              | -                   | Emily            | 1941 | 167      | Thủy phi cơ ném bom/ngư lôi                     |
| Kawanishi H8K2-L           | 晴空 "Seiku"        | Emily            | -    |          | Phiên bản vận tải của Kawanishi H8K             |
| Kawanishi N1K              | 強風 "Kyofu"        | Rex              | 1942 |          | Thủy phi cơ tiêm kích                           |
| Mitsubishi F1M             | -                   | Pete             | 1936 |          | Thủy phi cơ thám sát                            |
| Nakajima E2N               | -                   | -                | 1929 |          | Thủy phi cơ trinh sát                           |
| Nakajima E4N               | -                   | -                | 1930 |          | Thủy phi cơ trinh sát                           |
| Nakajima E8N               | -                   | Dave             | 1934 |          | Thủy phi cơ trinh sát                           |
| Nakajima A6M2-N            | -                   | Rufe             | 1942 | 327      | Phiên bản thủy phi cơ của chiếc Mitsubishi Zero |
| Yokosuka H5Y               | -                   | Cherry           | 1936 |          | Thủy phi cơ                                     |
| Yokosuka E14Y              | -                   | Glenn            | 1939 |          | Thủy phi cơ hoạt động từ tàu ngầm               |

### Máy bay tự lên thẳng
| Máy bay tự lên thẳng trước năm 1945 |     |                  |      |          |                                |
| Tên hiệu                            | Tên | Tên mã Đồng Minh | Năm  | Số lượng | Ghi chú                        |
| Kayaba Ka-1                         | -   | -                | 1941 | -        | Máy bay tự lên thẳng trinh sát |

### Máy bay thử nghiệm
| Máy bay thử nghiệm trước năm 1945 |     |                  |      |          |         |
| Tên hiệu                          | Tên | Tên mã Đồng Minh | Năm  | Số lượng | Ghi chú |
| Kawasaki Ki-78                    | -   | -                | 1942 | -        |         |
| Tachikawa Ki-77                   | -   | -                | 1942 | -        |         |